# Cincinnati Masters 2007 - Qualificazioni singolare femminile
Le qualificazioni del singolare femminile del Cincinnati Masters 2007 sono state un torneo di tennis preliminare per accedere alla fase finale della manifestazione. I vincitori dell'ultimo turno sono entrati di diritto nel tabellone principale. In caso di ritiro di uno o più giocatori aventi diritto a questi sono subentrati i lucky loser, ossia i giocatori che hanno perso nell'ultimo turno ma che avevano una classifica più alta rispetto agli altri partecipanti che avevano comunque perso nel turno finale.
Le qualificazioni del torneo Cincinnati Masters 2007 prevedevano 32 partecipanti di cui 4 sono entrati nel tabellone principale.

## Teste di serie
1. Akgul Amanmuradova (Qualificata)
2. Monique Adamczak (ultimo turno)
3. Natalie Grandin (secondo turno)
4. Anda Perianu (Qualificata)

1. Brenda Schultz-McCarthy (Qualificata)
2. Iryna Kurjanovič (ultimo turno)
3. Kelly Liggan (primo turno)
4. Neha Uberoi (primo turno)

## Qualificati
1. Akgul Amanmuradova
2. Brenda Schultz-McCarthy

1. Anna Tatišvili
2. Anda Perianu

## Tabellone

### Legenda
| - Q = Qualificato - WC = Wild card - LL = Lucky loser | - ALT = Alternate - SE = Special Exempt - PR = Protected Ranking | - w/o = Walkover - r = Ritirato - d = Squalificato |

### Sezione 1
|  | Primo turno     | Primo turno      | Primo turno      | Primo turno | Primo turno |  |  | Secondo turno | Secondo turno      | Secondo turno    | Secondo turno    | Secondo turno    |   |   | Ultimo turno | Ultimo turno       | Ultimo turno       | Ultimo turno | Ultimo turno |  |
|  |                 |                  |                  |             |             |  |  |               |                    |                  |                  |                  |   |   |              |                    |                    |              |              |  |
|  |                 |                  |                  |             |             |  |  |               |                    |                  |                  |                  |   |   |              |                    |                    |              |              |  |
|  |                 |                  |                  |             |             |  |  | 1             | Akgul Amanmuradova | 2                | 6                | 6                |   |   |              |                    |                    |              |              |  |
|  | Leanne Baker    | Leanne Baker     | Leanne Baker     | 6           | 6           |  |  |               | Leanne Baker       | 6                | 3                | 1                |   |   |              |                    |                    |              |              |  |
|  | Nicole Kriz     | Nicole Kriz      | Nicole Kriz      | 0           | 2           |  |  |               |                    |                  |                  |                  |   |   | 1            | Akgul Amanmuradova | Akgul Amanmuradova | 6            | 6            |  |
|  | Samantha Powers | Samantha Powers  | Samantha Powers  | 6           | 6           |  |  |               |                    | 6                | Iryna Kurjanovič | Iryna Kurjanovič | 3 | 4 |              |                    |                    |              |              |  |
|  | Amy Dillingham  | Amy Dillingham   | Amy Dillingham   | 0           | 1           |  |  |               | Samantha Powers    | Samantha Powers  | 2                | 5                |   |   |              |                    |                    |              |              |  |
|  | 6               | Iryna Kurjanovič | Iryna Kurjanovič | 6           | 6           |  |  | 6             | Iryna Kurjanovič   | Iryna Kurjanovič | 6                | 7                |   |   |              |                    |                    |              |              |  |
|  |                 | Brie Whitehead   | Brie Whitehead   | 1           | 0           |  |  |               |                    |                  |                  |                  |   |   |              |                    |                    |              |              |  |

### Sezione 2
|  | Primo turno        | Primo turno             | Primo turno             | Primo turno | Primo turno |  |  | Secondo turno | Secondo turno           | Secondo turno           | Secondo turno           | Secondo turno |   |   | Ultimo turno | Ultimo turno     | Ultimo turno | Ultimo turno | Ultimo turno |  |
|  |                    |                         |                         |             |             |  |  |               |                         |                         |                         |               |   |   |              |                  |              |              |              |  |
|  |                    |                         |                         |             |             |  |  |               |                         |                         |                         |               |   |   |              |                  |              |              |              |  |
|  |                    |                         |                         |             |             |  |  | 2             | Monique Adamczak        | Monique Adamczak        | 6                       | 6             |   |   |              |                  |              |              |              |  |
|  | Chanelle Scheepers | Chanelle Scheepers      | Chanelle Scheepers      | 6           | 6           |  |  |               | Chanelle Scheepers      | Chanelle Scheepers      | 3                       | 3             |   |   |              |                  |              |              |              |  |
|  | Mami Inoue         | Mami Inoue              | Mami Inoue              | 1           | 2           |  |  |               |                         |                         |                         |               |   |   | 2            | Monique Adamczak | 7            | 0            | 65           |  |
|  | Stacia Fonseca     | Stacia Fonseca          | Stacia Fonseca          | 6           | 6           |  |  |               |                         | 5                       | Brenda Schultz-McCarthy | 65            | 6 | 7 |              |                  |              |              |              |  |
|  | Kai-Chen Chang     | Kai-Chen Chang          | Kai-Chen Chang          | 3           | 3           |  |  |               | Stacia Fonseca          | Stacia Fonseca          | 3                       | 3             |   |   |              |                  |              |              |              |  |
|  | 5                  | Brenda Schultz-McCarthy | Brenda Schultz-McCarthy | 6           | 6           |  |  | 5             | Brenda Schultz-McCarthy | Brenda Schultz-McCarthy | 6                       | 6             |   |   |              |                  |              |              |              |  |
|  |                    | Ashley Weinhold         | Ashley Weinhold         | 1           | 1           |  |  |               |                         |                         |                         |               |   |   |              |                  |              |              |              |  |

### Sezione 3
|  | Primo turno          | Primo turno          | Primo turno          | Primo turno | Primo turno |  |  | Secondo turno       | Secondo turno       | Secondo turno   | Secondo turno   | Secondo turno  |   |   | Ultimo turno  | Ultimo turno  | Ultimo turno  | Ultimo turno | Ultimo turno |  |
|  |                      |                      |                      |             |             |  |  |                     |                     |                 |                 |                |   |   |               |               |               |              |              |  |
|  |                      |                      |                      |             |             |  |  |                     |                     |                 |                 |                |   |   |               |               |               |              |              |  |
|  |                      |                      |                      |             |             |  |  | 3                   | Natalie Grandin     | Natalie Grandin | Natalie Grandin |                |   |   |               |               |               |              |              |  |
|  | Katie Ruckert        | Katie Ruckert        | Katie Ruckert        | 6           | 6           |  |  |                     | Katie Ruckert       | Katie Ruckert   | Katie Ruckert   | W-O            |   |   |               |               |               |              |              |  |
|  | Svetlana Krivencheva | Svetlana Krivencheva | Svetlana Krivencheva | 1           | 2           |  |  |                     |                     |                 |                 |                |   |   | Katie Ruckert | Katie Ruckert | Katie Ruckert | 1            | 1            |  |
|  | Alexandra Stevenson  | Alexandra Stevenson  | Alexandra Stevenson  | 7           | 6           |  |  |                     |                     | Anna Tatišvili  | Anna Tatišvili  | Anna Tatišvili | 6 | 6 |               |               |               |              |              |  |
|  | Julia Cohen          | Julia Cohen          | Julia Cohen          | 63          | 1           |  |  | Alexandra Stevenson | Alexandra Stevenson | 7               | 2               | 1r             |   |   |               |               |               |              |              |  |
|  |                      | Anna Tatišvili       | Anna Tatišvili       | 6           | 6           |  |  | Anna Tatišvili      | Anna Tatišvili      | 68              | 6               | 3              |   |   |               |               |               |              |              |  |
|  | 8                    | Neha Uberoi          | Neha Uberoi          | 1           | 3           |  |  |                     |                     |                 |                 |                |   |   |               |               |               |              |              |  |

### Sezione 4
|  | Primo turno             | Primo turno             | Primo turno       | Primo turno       | Primo turno |  |  | Secondo turno     | Secondo turno           | Secondo turno     | Secondo turno   | Secondo turno   |   |   | Ultimo turno | Ultimo turno | Ultimo turno | Ultimo turno | Ultimo turno |  |
|  |                         |                         |                   |                   |             |  |  |                   |                         |                   |                 |                 |   |   |              |              |              |              |              |  |
|  | 4                       | Anda Perianu            | Anda Perianu      | 6                 | 6           |  |  |                   |                         |                   |                 |                 |   |   |              |              |              |              |              |  |
|  |                         | Angelina Gabueva        | Angelina Gabueva  | 1                 | 1           |  |  | 4                 | Anda Perianu            | 65                | 6               | 6               |   |   |              |              |              |              |              |  |
|  | Melissa Torres-Sandoval | Melissa Torres-Sandoval | 65                | 6                 | 6           |  |  |                   | Melissa Torres-Sandoval | 7                 | 3               | 3               |   |   |              |              |              |              |              |  |
|  | Salome Devidze          | Salome Devidze          | 7                 | 3                 | 2           |  |  |                   |                         |                   |                 |                 |   |   | 4            | Anda Perianu | Anda Perianu | 6            | 6            |  |
|  | Kristy Frilling         | Kristy Frilling         | Kristy Frilling   | 6                 | 6           |  |  |                   |                         |                   | Kristy Frilling | Kristy Frilling | 0 | 4 |              |              |              |              |              |  |
|  | Kit Carson              | Kit Carson              | Kit Carson        | 2                 | 3           |  |  | Kristy Frilling   | Kristy Frilling         | Kristy Frilling   | 6               | 6               |   |   |              |              |              |              |              |  |
|  |                         | Tiffany Kurniawan       | Tiffany Kurniawan | Tiffany Kurniawan | W-O         |  |  | Tiffany Kurniawan | Tiffany Kurniawan       | Tiffany Kurniawan | 0               | 1               |   |   |              |              |              |              |              |  |
|  | 7                       | Kelly Liggan            | Kelly Liggan      | Kelly Liggan      |             |  |  |                   |                         |                   |                 |                 |   |   |              |              |              |              |              |  |